# Hanne Luyten
Hanne Luyten is een Vlaamse auteur, uitgeefster en oprichtster van uitgeverij Het Hannekesnest. Ze werd geboren in Lier, waar ze in 2019 de cultuurprijs won.
Luyten debuteerde in 2019 met #Nietaankindengezinverklappen en schreef daarna #OnsMoeder (2021) en haar eerste kinderboek: Het huis met de gele deur (2020).
In 2019 richtte ze Het Hannekesnest op, haar uitgeverij waarmee ze sindsdien verschillende kinderboeken uitgaf. 